# Claude Dunbar
Claude Ian Hurley Dunbar CB CBE DSO (* 1909; † 18. Mai 1971) war ein britischer Offizier und Generalmajor des Heeres. Er war von Mai bis Dezember 1962 der 10. Kommandant des Britischen Sektors von Berlin und somit einer der alliierten Stadtkommandanten.

## Militärkarriere
Claude Dunbar trat 1929 in den Militärdienst ein und wurde den Scots Guards zugewiesen. Während des Zweiten Weltkriegs befehligte er ab 1943 das 1., später das 3. Bataillon der Scots Guards als Kommandierender Offizier.
Nach Kriegsende blieb er weiterhin Bataillonskommandeur und wechselte 1948 als stellvertretender Generalquartiermeister an das London District. 1949 wurde er zunächst Kommandeur der 2. Garde-Brigade, ein Jahr später übernahm er die 4. Garde-Brigade.
1952 wurde er bei den Scots Guards Regimentskommandeur und zwei Jahre später zum Brigadier befördert. Nach einer Verwaltungsverwendung, wurde Dunbar 1959 zum Generalmajor ernannt und Kommandierender General der 42. Infanteriedivision.
1960 übernahm er in derselben Funktion den North West District.

## Stadtkommandant in Berlin
Als Nachfolger von Rohan Delacombe wurde Dunbar im Mai 1962 neuer Kommandant des Britischen Sektors von Berlin und somit einer der alliierten Stadtkommandanten. Er bildete mit dem US-Amerikaner Albert Watson II und dem Franzosen Edouard Toulouse die höchste Instanz der West-Alliierten Berlins. Er gehörte somit der Alliierten Kommandantur an, die dem Alliierten Kontrollrat unterstellt war.
Als Stadtkommandant übernahm er einen der wichtigsten und herausragendsten Posten, den das britische Militär außerhalb Großbritanniens zu vergeben hatte. Als solcher war er zum einen militärischer, aber vor allem „politischer Führer“ seines Landes und übte eine Art Vertretereigenschaft für Königin Elisabeth II. aus, da Berlin formal nicht zum Geltungsbereich der Bundesrepublik Deutschland gehörte und Großbritanniens in Bonn residierender Botschafter unzuständig war.
Wie seine Vorgänger auch, konzentrierte sich Dunbar als Stadtkommandant überwiegend auf die politische und diplomatische Vertretung seines Landes und seine Aufgaben als Mitglied der Alliierten Kommandantur, während der jeweilige Brigadekommandeur die rein militärische Führung der Britischen Streitkräfte in der Vier-Sektoren-Stadt übernahm.
Mit dem Wechsel nach Berlin, bezog Dunbar mit seiner Frau die im Berliner Ortsteil Gatow befindliche Villa Lemm. Auf dem Anwesen residierten auch die Mitglieder des britischen Königshauses während ihrer Berlin-Aufenthalte. Der Funktion des Gastgebers gegenüber der Königsfamilie kam ein britischer Stadtkommandant mindestens einmal pro Jahr nach, wenn die Abnahme der Königlichen Geburtstagsparade („Queens Birthday Parade“) auf dem Berliner Maifeld am Olympiastadion anstand.
In seine Amtszeit fiel auch der Tod Peter Fechters, der am 17. August 1962 als Todesopfer an der Berliner Mauer starb. Dunbar setzte sich im Nachgang dafür ein, dass zunächst geplante Eskorten für die Transportfahrzeuge der Wachmannschaften für das im Britischen Sektor liegende sowjetische Ehrenmal durch britische Militärpolizei und die West-Berliner Polizei, nicht realisiert wurden.
Nach nur wenigen Monaten im Amt, wurde Dunbar im Dezember 1962 wieder abberufen und durch David Peel Yates als Stadtkommandant abgelöst. Seine Amtszeit war eine der kürzesten aller britischen Stadtkommandanten.
Der Posten in Berlin war zugleich das letzte große Kommando für Dunbar, der 1963 in den Ruhestand trat.

## Privates
Claude Dunbar war seit 1940 mit Susan Pomeroy Dunbar geborene Simonds († 29. Juli 2004) verheiratet. Das Paar hatte einen Sohn und eine Tochter. 
Dunbar starb im Mai 1971 mit 62 Jahren.

## Orden und Ehrenzeichen
- Companion des Order of the Bath
- Commander des Order of the British Empire
- Companion des Distinguished Service Order